# Dionysios af Halikarnassos
 Der er flere personer med dette navn, se Dionysios.
Dionysios af Halikarnassos er en græsk forfatter og retoriklærer fra byen Halikarnassos på Lilleasiens vestkyst, der levede i det 1. århundrede f.Kr.
Dionysios virkede som retor i Rom i årene 30-8 f.Kr.
Han er forfatter til et værk om den tidlige romerske historie indtil begyndelsen af den Første Puniske Krig: Rhomaïkē archaiologia eller, på latin, Antiquitates Romanae (værket citeres gerne under denne titel). Det er kun de første 10 (af oprindeligt 20) bøger, der er bevaret.
Han har også skrevet en række retoriske traktater:
- Peri syntheseōs onomatōn (Om ordenes sammensætning): handler om, hvordan man skal sætte ordene sammen i forskellige retoriske stilarter.
- Peri Mimēseōs (Om efterlignelsen): om hvilke forbilleder der er bedst i forskellige slags litteratur (fragmentarisk)
- Peri tōn archaiōn rhētorōn (Om de gamle talere): om talerne Lysias, Isaios, Isokrates (og i en tilføjelse Deinarchos)
- Peri lektikēs Dēmosthenus deinotētos (Om Demosthenes' fortræffelige stil)
- Peri Thukydidu charaktēros (Om Thukydids stil).
- Uægte er derimod Technē peri tōn panēgyrikōn (Lovtalens kunst).

1. ↑  Navnet er anført på engelsk og stammer fra Wikidata hvor navnet endnu ikke findes på dansk.